# حاييم بين-آشر
حاييم بين-آشر هو سياسي إسرائيلي وأوكراني، ولد في 10 يوليو 1904 في أوديسا في أوكرانيا، وتوفي في 14 يوليو 1998 في Netzer Sereni ‏ في إسرائيل. نشط حزبياً في ماباي. وقد انتخب عضو الكنيست ‏ وقد انضم خلال فترته النيابية ‏ (20 أغسطس 1951 – 15 أغسطس 1955) للكتلة البرلمانية ماباي وانتخب عضو الكنيست ‏ وقد انضم خلال فترته النيابية ‏ (14 فبراير 1949 – 20 أغسطس 1951) للكتلة البرلمانية ماباي.